# ローブロー
ローブロー (Low Blow) とは、ボクシングにおいての、トランクスのベルト部分よりも下への攻撃。
ルール上は反則とされ、注意、警告、または減点が与えられる。最初の注意のみ注意2回で警告1となるが、以後は即警告1が与えられる。警告2で減点1とし、1ラウンド中に減点が3になると失格となる。
ローブローが発生した場合、ダメージの度合いによってすぐに試合が再開されるか、一定時間インターバルを取り、ダメージの回復を待ってから試合を再開する。ダメージの度合いはレフェリーの裁量で判断されるが、ローブローのダメージによって試合続行が不可能と判断された場合は、ローブローを打った選手を反則負けにするか、無効試合となる。逆に、明らかにダメージに比べて痛がるアクションが大きかったり、再開の指示を受けても長時間ファイティングポーズをとらなかった場合は、ダウンを取られることもある。
上記の措置は、K-1やボクシング、各種総合格闘技団体によって微妙に異なる。「ブロー」はパンチを指すが、蹴りが股間に当たる反則行為もひとまとめに「ローブロー」として扱われるのが一般的。